# Hr. Rossi søger lykke
Hr. Rossi søger lykke (italiensk originaltitel Il signor Rossi cerca la felicità) er en animationsfilm fra 1976 instrueret af Bruno Bozzetto. Det er den første film af Hr. Rossi.

## Fordeling
Filmen blev udgivet i Europa og havde en stor succes især i Vesttyskland i 1976 og i Spanien i 1983.

### Udgivelsesdato
| Internationale publikationsdatoer | Internationale publikationsdatoer | Internationale publikationsdatoer |
| Land                              | Film Titel                        | Dato                              |
| --------------------------------- | --------------------------------- | --------------------------------- |
| Italien                           | Il Signor Rossi cerca la felicità | 25. november 1976                 |
| Storbritannien                    | Mr. Rossi Looks For Happiness     | 1976                              |
| USA                               | Mr. Rossi Looks For Happiness     | ?                                 |
| Frankrig                          | Monsieur Rossi cherche le bonheur | 1976                              |
| Tyskland                          | Herr Rossi sucht das Glück        | 4. marts 1976                     |
| Spanien                           | El señor Rossi busca la felicidad | 1983                              |
| Argentina                         | El señor Rossi busca la felicidad | ?                                 |
| Canada fransk                     | M. Rossi et le sifflet magique    | ?                                 |
| Danmark                           | Hr. Rossi søger lykke             | ?                                 |
| Holland                           | De heer Rossi zoekt geluk         | ?                                 |
| Portugal                          | O Sr. Rossi procura a felicidade  | ?                                 |
| Brasilien                         | O Sr. Rossi procura a felicidade  | ?                                 |
| Aserbajdsjan                      | Mister Rossi xoşbəxtlik axtarır   | ?                                 |
| Tyrkiet                           | Bay Rossi Mutluluk Arıyor         | ?                                 |
| Sverige                           | Signor Rossi söker lyckan         | ?                                 |
| Finland                           | Herra Rossi onnea etsimässä       | ?                                 |
| Iran                              | ایجاد آقای رُوسی دنبال شادی می‌گردد | ?                                 |

## Den danske udgave
| Karakter     | Italiensk tale   | Dansk tale |
| ------------ | ---------------- | ---------- |
| Hr. Rossi    | Carlo Romano     | ?          |
| Gastone      | Gianfranco Mauri | ?          |
| Sikker fe    | Grazia Pivetti   | ?          |
| Alle tegnene | Carlo Bonomi     | ?          |

## Ekstern henvisning
- Hr. Rossi søger lykke på Internet Movie Database (engelsk)
- Hr. Rossi søger lykke på MovieMeter (nederlandsk)
- Hr. Rossi søger lykke på The Movie Database (engelsk)
- Hr. Rossi søger lykke på Rotten Tomatoes (engelsk)
- Hr. Rossi søger lykke på Filmaffinity (engelsk)
- Hr. Rossi søger lykke hos The Big Cartoon DataBase (engelsk)